# 1 000 kilomètres de Catalogne 2009
Navigation
Édition précédente Édition suivante
Les 1 000 kilomètres de Catalogne 2009 (1000 Km De Catalunya), disputés le 5 avril 2009 sur le circuit de Catalogne, sont la vingt-deuxième édition de cette épreuve, la quatrième sur un format de 1 000 kilomètres et la première manche des Le Mans Series 2009. Elle est remportée par la Lola B09/60-Aston Martin no 007 de l'écurie Aston Martin Racing.

## Qualifications
Résultats des qualifications :
| Pos. | Catégorie | no  | Écurie                     | Meilleur temps |
| ---- | --------- | --- | -------------------------- | -------------- |
| 1    | LMP1      | 23  | Strakka Racing             | 1 min 32 s 492 |
| 2    | LMP1      | 009 | Aston Martin Racing        | 1 min 32 s 942 |
| 3    | LMP1      | 007 | Aston Martin Racing        | 1 min 33 s 532 |
| 4    | LMP1      | 16  | Pescarolo Sport            | 1 min 33 s 572 |
| 5    | LMP1      | 13  | Speedy Racing Team Sebah   | 1 min 33 s 724 |
| 6    | LMP1      | 15  | Kolles                     | 1 min 34 s 266 |
| 7    | LMP1      | 10  | Team Oreca Matmut AIM      | 1 min 34 s 442 |
| 8    | LMP1      | 11  | Team Oreca Matmut AIM      | 1 min 34 s 566 |
| 9    | LMP1      | 12  | Signature Plus             | 1 min 35 s 044 |
| 10   | LMP1      | 17  | Pescarolo Sport            | 1 min 35 s 412 |
| 11   | LMP1      | 14  | Kolles                     | 1 min 35 s 526 |
| 12   | LMP2      | 29  | Racing Box                 | 1 min 36 s 156 |
| 13   | LMP2      | 40  | Quifel ASM Team            | 1 min 36 s 172 |
| 14   | LMP2      | 33  | Speedy Racing Team Sebah   | 1 min 36 s 328 |
| 15   | LMP2      | 30  | Racing Box                 | 1 min 37 s 026 |
| 16   | LMP2      | 25  | RML                        | 1 min 37 s 032 |
| 17   | LMP2      | 41  | GAC Racing Team            | 1 min 38 s 018 |
| 18   | LMP2      | 39  | KSM                        | 1 min 39 s 130 |
| 19   | LMP2      | 37  | WR Salini                  | 1 min 39 s 184 |
| 20   | LMP2      | 35  | OAK Racing                 | 1 min 39 s 856 |
| 21   | LMP2      | 26  | Bruichladdich-Bruneau Team | 1 min 40 s 342 |
| 22   | LMP2      | 38  | Pegasus Racing             | 1 min 43 s 426 |
| 23   | GT1       | 55  | IPB Spartak Racing         | 1 min 44 s 446 |
| 24   | LMP2      | 42  | Ranieri Randaccio          | 1 min 45 s 150 |
| 25   | GT1       | 72  | Luc Alphand Aventures      | 1 min 45 s 926 |
| 26   | GT1       | 50  | Larbre Compétition         | 1 min 46 s 834 |
| 27   | GT1       | 51  | ARC Bratislava Kaneko      | 1 min 46 s 902 |
| 28   | LMP2      | 43  | Q8 Oils Hache Team         | 1 min 47 s 288 |
| 29   | GT2       | 92  | JMW Motorsport             | 1 min 48 s 606 |
| 30   | GT2       | 84  | Team Modena                | 1 min 48 s 666 |
| 31   | GT2       | 76  | IMSA Performance Matmut    | 1 min 48 s 752 |
| 32   | LMP2      | 28  | Ibañez Racing Service      | 1 min 48 s 836 |
| 33   | GT2       | 77  | Team Felbermayr-Proton     | 1 min 49 s 006 |
| 34   | GT2       | 99  | JMB Racing                 | 1 min 49 s 424 |
| 35   | GT2       | 89  | Hankook Farnbacher Racing  | 1 min 49 s 552 |
| 36   | GT2       | 90  | FBR                        | 1 min 49 s 848 |
| 37   | GT2       | 91  | FBR                        | 1 min 50 s 164 |
| 38   | GT2       | 85  | Snoras Spyker Squadron     | 1 min 50 s 180 |
| 39   | GT2       | 96  | Virgo Motorsport           | 1 min 50 s 368 |
| 40   | GT2       | 87  | Drayson Racing             | 1 min 50 s 492 |
| 41   | GT2       | 88  | Team Felbermayr-Proton     | 1 min 51 s 368 |
| 42   | GT2       | 81  | Easyrace                   | 1 min 51 s 470 |
| 43   | LMP2      | 24  | OAK Racing                 | Pas de temps   |

## Course

### Classement de la course
| Pos. | Catégorie | no  | Écurie                   | Pilotes                                                     | Châssis                     | Moteur                            | Pneus | Tours/Abandon |
| ---- | --------- | --- | ------------------------ | ----------------------------------------------------------- | --------------------------- | --------------------------------- | ----- | ------------- |
| 1    | LMP1      | 007 | Aston Martin Racing      | Jan Charouz Tomáš Enge Stefan Mücke                         | Lola B09/60-Aston Martin    | Aston Martin 6,0 L V12            | M     | 209           |
| 2    | LMP1      | 16  | Pescarolo Sport          | Jean-Christophe Boullion Christophe Tinseau                 | Pescarolo 01                | Judd GV5.5 S2 5,5 L V10           | M     | 209           |
| 3    | LMP1      | 10  | Oreca                    | Stéphane Ortelli Bruno Senna                                | Courage-Oreca LC70E         | AIM YS5.5 5,5 L V10               | M     | 206           |
| 4    | LMP1      | 12  | Signature Plus           | Pierre Ragues Franck Mailleux                               | Courage-Oreca LC70E         | Judd GV5.5 S2 5,5 L V10           | M     | 206           |
| 5    | LMP1      | 23  | Strakka Racing           | Nick Leventis Peter Hardman Danny Watts                     | Ginetta-Zytek GZ09S         | Zytek ZJ458 4,5 L V8              | M     | 205           |
| 6    | LMP1      | 17  | Pescarolo Sport          | Bruce Jouanny João Barbosa                                  | Pescarolo 01                | Judd GV5.5 S2 5,5 L V10           | M     | 203           |
| 7    | LMP2      | 30  | Racing Box               | Matteo Bobbi Andrea Piccini Thomas Biagi                    | Lola B08/80                 | Judd DB 3,4 L V8                  | M     | 201           |
| 8    | LMP2      | 40  | Quifel ASM Team          | Miguel Amaral Olivier Pla                                   | Ginetta-Zytek GZ09S/2       | Zytek ZG348 3,4 L V8              | D     | 201           |
| 9    | LMP2      | 29  | Racing Box               | Andrea Ceccato Filippo Francioni Giacomo Piccini            | Lola B08/80                 | Judd DB 3,4 L V8                  | M     | 195           |
| 10   | LMP2      | 26  | Bruichladdich Bruneau    | Pierre Bruneau Stuart Moseley Nigel Greensall               | Radical SR9                 | AER P07 2,0 L Turbo L4            | D     | 193           |
| 11   | LMP2      | 35  | Oak Racing               | Matthieu Lahaye Karim Ajlani                                | Pescarolo 01                | Mazda MZR-R 2,0 L Turbo L4        | D     | 190           |
| 12   | LMP2      | 24  | Oak Racing               | Jacques Nicolet Richard Hein                                | Pescarolo 01                | Mazda MZR-R 2,0 L Turbo L4        | D     | 190           |
| 13   | GT1       | 55  | IPB Spartak Racing       | Roman Rusinov Peter Kox                                     | Lamborghini Murciélago R-GT | Lamborghini 6,0 L V12             | M     | 189           |
| 14   | GT2       | 77  | Team Felbermayr Proton   | Marc Lieb Richard Lietz                                     | Porsche 911 GT3 RSR (997)   | Porsche 4,0 L Flat-6              | M     | 187           |
| 15   | GT1       | 72  | Luc Alphand Aventures    | Luc Alphand Patrice Goueslard Yann Clairay                  | Chevrolet Corvette C6.R     | Chevrolet LS7R 7,0 L V8           | D     | 187           |
| 16   | GT2       | 92  | JMW Motorsport           | Rob Bell Gianmaria Bruni                                    | Ferrari F430 GTC            | Ferrari 4,0 L V8                  | D     | 186           |
| 17   | GT2       | 89  | Hankook Team Farnbacher  | Allan Simonsen Christian Montanari                          | Ferrari F430 GTC            | Ferrari 4,0 L V8                  | H     | 185           |
| 18   | GT2       | 90  | FBR                      | Pierre Ehret Anthony Beltoise                               | Ferrari F430 GTC            | Ferrari 4,0 L V8                  | M     | 185           |
| 19   | GT2       | 84  | Team Modena              | Antonio García Leo Mansell                                  | Ferrari F430 GTC            | Ferrari 4,0 L V8                  | M     | 185           |
| 20   | LMP2      | 33  | Speedy Racing Team Sebah | Xavier Pompidou Jonny Kane                                  | Lola B08/80                 | Judd DB 3,4 L V8                  | M     | 184           |
| 21   | GT2       | 99  | JMB Racing               | Johan-Boris Scheier Romain Iannetta John Hartshorne         | Ferrari F430 GTC            | Ferrari 4,0 L V8                  | M     | 184           |
| 22   | GT1       | 50  | Larbre Compétition       | Steve Zacchia Roland Bervillé Sébastien Dumez               | Saleen S7-R                 | Ford 7,0 L V8                     | M     | 184           |
| 23   | GT2       | 88  | Team Felbermayr Proton   | Horst Felbermayr, Jr. Christian Ried Francisco Cruz Martins | Porsche 911 GT3 RSR (997)   | Porsche 4,0 L Flat-6              | M     | 182           |
| 24   | GT2       | 87  | Drayson Racing           | Paul Drayson Jonny Cocker                                   | Aston Martin V8 Vantage GT2 | Aston Martin 4,5 L V8             | M     | 181           |
| 25   | GT2       | 96  | Virgo Motorsport         | Sean McInerney Michael McInerney Michael Vergers            | Ferrari F430 GTC            | Ferrari 4,0 L V8                  | D     | 181           |
| 26   | LMP1      | 13  | Speedy Racing Team Sebah | Marcel Fässler Andrea Belicchi Nicolas Prost                | Lola B08/60                 | Aston Martin 6,0 L V12            | M     | 180           |
| 27   | LMP1      | 14  | Kolles                   | Michael Krumm Charles Zwolsman Andy Meyrick                 | Audi R10 TDI                | Audi TDI 5,5 L Turbo V12 (Diesel) | M     | 179           |
| 28   | LMP2      | 41  | GAC Racing Team          | Karim Ojjeh Claude-Yves Gosselin Philipp Peter              | Zytek 07S/2                 | Zytek ZG348 3,4 L V8              | M     | 179           |
| 29   | GT2       | 81  | Easyrace                 | Maurice Basso Roberto Plati Giampaolo Tenchini              | Ferrari F430 GTC            | Ferrari 4,0 L V8                  | P     | 175           |
| 30   | LMP2      | 37  | WR Salini                | Stéphane Salini Philippe Salini Tristan Gommendy            | Welter Racing WR LMP2008    | Zytek ZG348 3,4 L V8              | D     | 163           |
| Abd. | LMP1      | 009 | Aston Martin Racing      | Darren Turner Harold Primat Miguel Ramos                    | Lola B09/60-Aston Martin    | Aston Martin 6,0 L V12            | M     | 181           |
| Abd. | LMP1      | 15  | Kolles                   | Christian Bakkerud Christijan Albers                        | Audi R10 TDI                | Audi TDI 5,5 L Turbo V12 (Diesel) | M     | 153           |
| Abd. | GT1       | 51  | ARC Bratislava Kaneko    | Miroslav Konôpka Paul Daniels Sean Edwards                  | Saleen S7-R                 | Ford 7,0 L V8                     | D     | 139           |
| Abd. | LMP2      | 39  | KSM                      | Hideki Noda Francesco Sini Matthew Marsh                    | Lola B07/46                 | Mazda MZR-R 2,0 L Turbo L4        | D     | 133           |
| Abd. | LMP2      | 38  | Pegasus Racing           | Julien Schell Philippe Thirion                              | Courage LC75                | AER P07 2,0 L Turbo L4            | A     | 118           |
| Abd. | LMP2      | 28  | Ibañez Racing Service    | José Ibañez William Cavailhès Frédéric Da Rocha             | Courage LC75                | AER P07 2,0 L Turbo L4            | D     | 116           |
| Abd. | GT2       | 76  | IMSA Performance         | Patrick Pilet Raymond Narac                                 | Porsche 911 GT3 RSR (997)   | Porsche 4,0 L Flat-6              | M     | 115           |
| Abd. | LMP1      | 11  | Oreca                    | Olivier Panis Nicolas Lapierre                              | Courage-Oreca LC70E         | AIM YS5.5 5,5 L V10               | M     | 108           |
| Abd. | GT2       | 91  | FBR                      | Gabrio Rosa Giacomo Petrobelli Andrea Montermini            | Ferrari F430 GTC            | Ferrari 4,0 L V8                  | M     | 106           |
| Abd. | LMP2      | 43  | Q8 Oils Hache Team       | Máximo Cortés Enrico Moncada Fabrizio Armetta               | Lucchini LMP2/08            | Judd XV675 3,4 L V8               | D     | 98            |
| Abd. | LMP2      | 25  | RML                      | Thomas Erdos Mike Newton                                    | Lola B08/86                 | Mazda MZR-R 2,0 L Turbo L4        | M     | 82            |
| Abd. | LMP2      | 42  | Ranieri Randaccio        | Ranieri Randaccio Raffaele Giammaria                        | Lucchini LMP2/08            | Nicholson-McLaren 3,3 L V8        | D     | 17            |
| Abd. | GT2       | 85  | Snoras Spyker Squadron   | Tom Coronel Benjamin Leuenberger                            | Spyker C8 Laviolette GT2-R  | Audi 4,0 L V8                     | M     | 6             |